# Воксхолльский мост
Воксхолльский мост (англ. Vauxhall Bridge) — арочный мост через Темзу в Лондоне, представляет собой конструкцию из стали и гранита.
Мост был сдан эксплуатацию 26 мая 1906 года, связывая Воксхолл на южном берегу и Пимлико на северном. До современного моста на его месте существовал железный Регентский мост, построенный в 1809—1816 годах, который позже стал именоваться Воксхолльским. Мост имеет 4 опоры и пять пролётов, окрашен в красный и жёлтый цвета.
На опорах с обеих сторон моста расположено 8 скульптур, символизирующие собой гончарное дело, технику, архитектуру, сельское хозяйство, науки, изящные искусства, местные власти и образование.